# 丸山 (奥多摩)
丸山（まるやま）は、東京都西多摩郡檜原村と山梨県上野原市との境にある標高1098.3mの山である。笹尾根上の山。

## 登山
- JR武蔵五日市駅より西東京バス「数馬」行きにて「笛吹入口」バス停下車（41分）、徒歩登り1時間30分・下り1時間[1]
- JR上野原駅より富士急バス「飯尾」行きにて「日寄橋」バス停下車（29分）、徒歩登り1時間50分・下り1時間20分[1]
- 土俵岳より徒歩1時間[1]
- 笹ヶタワノ峰より徒歩15分[1]

山頂を経由しない巻き道あり。

## 参照
1. 1 2 3 4  山と高原地図 23.奥多摩 2013 昭文社